# 吸血鬼猎人

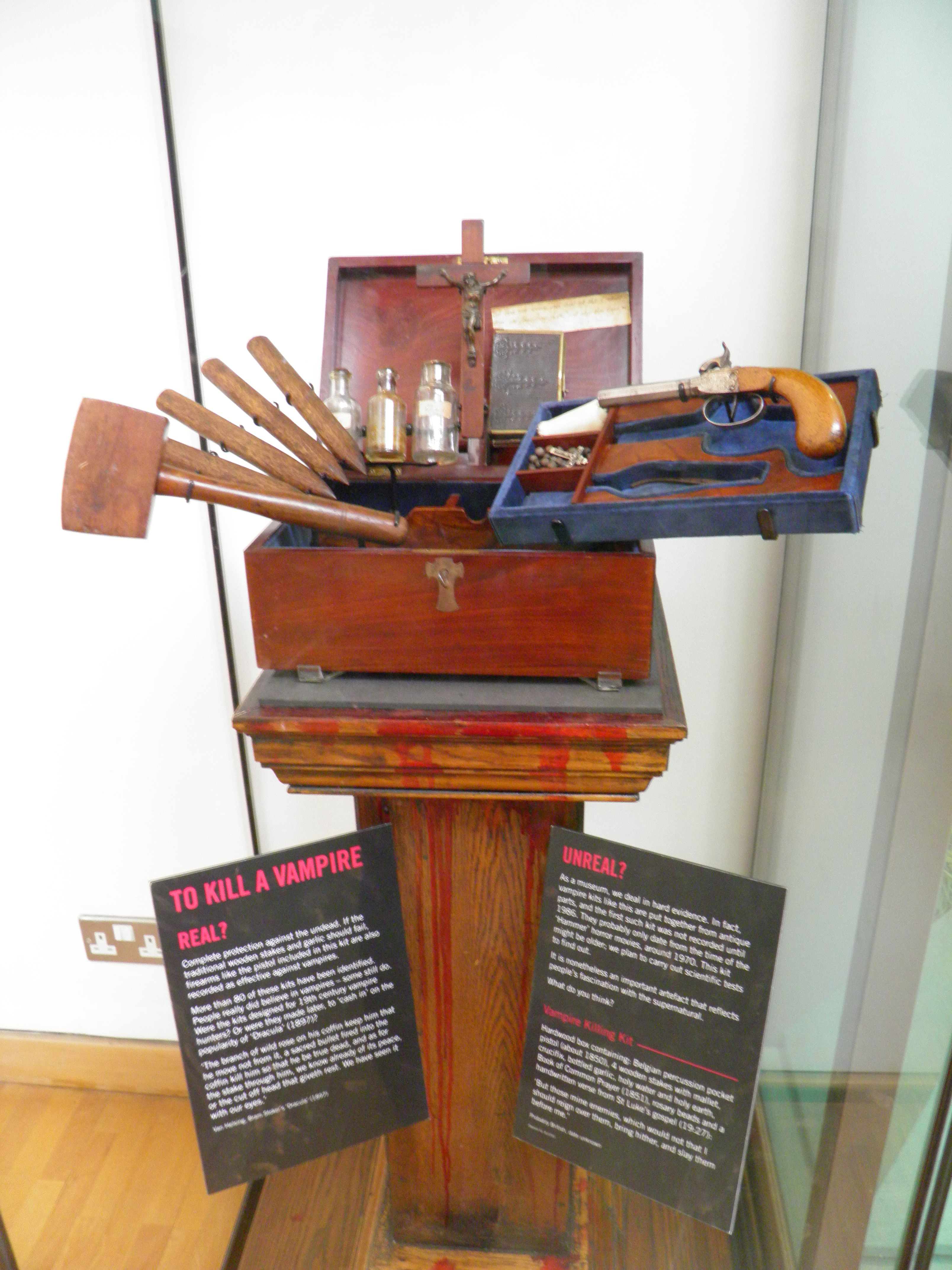
皇家兵械库展览的吸血鬼猎人的武器和装备

吸血鬼猎人（英語：Vampire hunter）是在民间传说和书籍、电影和电视游戏中专门发现并消灭吸血鬼与其他传说生物和怪物的人物，擅长自由搏击且懂得使用各式各样的武器。吸血鬼猎人会带着自己要的物品、武器于身上，物品和武器则与当地的宗教信仰有关。

## 概要
在东欧地区，由于有民众会把吸血鬼当实际存在的威胁，因此会寻求保护自己免受吸血鬼危害的手段。一般将有对抗吸血鬼相关的对策技术的角色，称呼为吸血鬼猎人。

## 衍生作品
- 克雷斯尼克
- 吸血鬼猎人D
- 范海辛
- 德拉库拉 (小说)
- 猎命师传奇
- 捉鬼者巴菲
- 刀鋒戰士
- 吸血鬼騎士
- 厄夜怪客
- 吸血鬼獵人林肯
- 惡魔城系列
  - 惡魔城
- 吸血殲鬼
- 傷物語
- 赤月下的双子

## 参看
驱魔